# São Lucas (distrito de São Paulo)
São Lucas es un distrito ubicado en la zona sudeste de la ciudad de Sao Paulo, Brasil. Administrativamente pertenece a la subprefectura de Vila Prudente. 

## Distritos limítrofes
- Água Rasa y Vila Formosa (norte).
- Sapopemba (este).
- Municipio de São Caetano do Sul (sur).
- Vila Prudente (oeste).